# التهاب المفصل العجزي الحرقفي
التهاب المفصل العجزي الحرقفي هو التهاب داخل المفصل العجزي الحرقفي. وهي سمة من سمات اعتلال المفاصل الفقاري، مثل التهاب المفاصل الفقاري المحوري (بما في ذلك التهاب الفقار اللاصق)، والتهاب المفاصل الصدفي، والتهاب المفاصل التفاعلي أو التهاب المفاصل المرتبط بأمراض الأمعاء الالتهابية، بما في ذلك التهاب القولون التقرحي أو مرض كرون، وهو أيضًا أكثر أعراض داء البروسيلات شيوعًا.

## الأعراض
غالبًا ما تبدأ أعراض مرضى التهاب المفصل العجزي الحرقفي بعدة طرق مختلفة، لكنه يرتبط بشكل شائع بكمية الضغط المطبق على المفصل العجزي الحرقفي. عادةً ما يكون ألم التهاب المفصل العجزي الحرقفي محوريًا، أي موقع الالتهاب هو نفس مكان الإحساس بالألم. تشمل الأعراض عادة الألم الالتهابي المطول في منطقة أسفل الظهر أو الوركين أو الأرداف.
ومع ذلك، قد يصبح الألم أكثر جذرية في الحالات الأكثر شدة، وقد يظهر أيضًا في مناطق غير مرتبطة بموقع الإصابة بما في ذلك الساقين والفخذ والقدمين.
تتفاقم الأعراض عادةً بسبب:
- الانتقال من الجلوس إلى الوقوف.
- المشي أو الوقوف لفترات طويلة من الزمن.
- الجري.
- صعود الدرج.
- المشي بخطوات طويلة.
- التقلب في السرير.
- تحميل المزيد من الوزن على ساق واحدة.[3]

## الأسباب
التهاب المفصل العجزي الحرقفي هو حالة ناتجة عن التهاب داخل المفصل العجزي الحرقفي. يقع هذا المفصل في قاعدة العمود الفقري المعروفة باسم العجز، والحوض المعروف باسم الحرقفة. «itis» هو مصطلح لاتيني يشير إلى الالتهاب.
نظرًا لأن التهاب المفصل العجزي الحرقفي يمكن أن يصف أي نوع من الالتهاب الموجود داخل المفصل، يوجد عدد من الحالات التي تسببه. وتشمل:
- يمكن أن يسبب التهاب المفاصل التنكسي، أو هشاشة العظام في العمود الفقري حدوث تآكل داخل المفصل العجزي الحرقفي ويؤدي إلى التهاب وألم في المفاصل.
- أي شكل من أشكال اعتلال المفاصل الفقاري، والذي يشمل التهاب الفقار اللاصق، والتهاب المفاصل الصدفي، والتهاب المفاصل التفاعلي أو التهاب المفاصل المرتبط بأمراض الأمعاء الالتهابية، بما في ذلك التهاب القولون التقرحي أو مرض كرون.
- يمكن أن يسبب الحمل التهابًا نتيجة اتساع وتمدد المفاصل العجزية الحرقفية استعدادًا للولادة. بالإضافة إلى ذلك، يمكن للوزن الإضافي الذي تحمله المرأة أثناء الإنجاب أن يضع ضغطًا زائدًا على المفصل العجزي الحرقفي، مما يؤدي إلى تآكل غير طبيعي.
- إصابات رضحية مثل السقوط أو اصطدام السيارة الذي يؤثر على أسفل الظهر أو الوركين أو الأرداف أو الساقين.
- الايزوتريتنون، أو الأدوية الأخرى التي تقتل الخلايا داخل المفصل. في هذه الحالة، تساعد مكملات سلفات شوندروتن والجلوكوزأمينات والكولاجين في تجديد الأنسجة المصابة.
- على الرغم من ندرتها، لكن قد تسبب العدوى داخل المفاصل العجزي الحرقفي أو جزء آخر من الجسم، مثل عدوى المسالك البولية التهاب المفصل.[5]

## العلاج
يمكن أن يختلف علاج التهاب المفصل العجزي الحرقفي اعتمادًا على شدة الحالة ومقدار الألم الذي يعاني منه المريض. ومع ذلك، فإنه يقسم عادةً إلى فئتين جراحية وغير جراحية:

### غير الجراحية
في معظم الحالات، يمكن علاج التهاب المفصل العجزي الحرقفي بدون جراحة. غالبًا ما يجد المرضى الراحة من خلال الجمع بين الراحة والعلاج بالحرارة/الجليد والأدوية المضادة للالتهابات، مثل الإيبوبروفين. تساعد هذه العلاجات البسيطة معًا في تقليل الالتهاب في المفصل العجزي الحرقفي.
بالنسبة للأشكال الأكثر حدة من التهاب المفصل العجزي الحرقفي، قد يوصى بحقن المفصل العجزي الحرقفي للمساعدة في التخلص من الأعراض. يحقن الطبيب عامل مخدر، ليدوكائين عادة، وستيرويد قوي مضاد للالتهابات في المفصل باستخدام إرشادات الكشف الفلوري. يمكن إعطاء حقن الستيرويد هذه حتى ثلاث أو أربع مرات في السنة ويجب أن تكون مصحوبة بعلاج طبيعي للمساعدة في إعادة تأهيل المفصل المصاب.

### الجراحية
غالبًا الجراحة هي الملاذ الأخير عند التعامل مع التهاب المفصل العجزي الحرقفي ونادرًا ما تكون مطلوبة. ومع ذلك، قد يكون خيارًا قابلًا للتطبيق للمرضى الذين يعانون من ألم شديد لا يستجيب للعلاجات غير الجراحية ويؤثر بشكل كبير على نوعية حياتهم. في هذه الحالات، يمكن للإجراء طفيف التوغل والمعروف باسم دمج المفصل العجزي الحرقفي أن يساعد على استقرار المفصل بشكل فعال ويزيد قدرته على التحمل عن طريق دمجه.
أجرى غونتشيف وزملاؤه بحث حديث عام 2017 يُظهر نجاح تحفيز العصب المحيطي كعلاج طويل الأمد لالتهاب المفصل العجزي الحرقفي التنكسي عند المرضى الأكبر سنًا.